# Список эпизодов телесериала «Мерлин»
«Мерлин» — фантастический сериал, вышедший на экраны в 2008 году, разработан по мотивам легенд артуриановского цикла о мифическом волшебнике Мерлине и его отношениях с принцем Артуром. В России сериал транслировался каналом ТВ3, теперь сериал идет на канале Дисней.
Проект создан каналом BBC и вышел на экраны 20 сентября 2008. 19 сентября 2009 был дан старт второму сезону телесериала. Премьеры третьего, чётвёртого и пятого сезонов состоялись соответственно 11 сентября 2010 года, 1 октября 2011 года и 6 октября 2012 года..
26 ноября 2012 года было объявлено, что пятый сезон станет последним для сериала, на Рождество было показано две заключительные серии.

## Обзор сезонов
| Сезон | Сезон | Эпизоды | Оригинальная дата показа | Оригинальная дата показа | Зрители Великобритании | Зрители Великобритании |
| Сезон | Сезон | Эпизоды | Премьера сезона          | Финал сезона             | Зрители Великобритании | Зрители Великобритании |
| ----- | ----- | ------- | ------------------------ | ------------------------ | ---------------------- | ---------------------- |
|       | 1     | 13      | 20 сентября 2008         | 13 декабря 2008          | 6.32                   |                        |
|       | 2     | 13      | 19 сентября 2009         | 19 декабря 2009          | 5.99                   |                        |
|       | 3     | 13      | 11 сентября 2010         | 4 декабря 2010           | 6.78                   |                        |
|       | 4     | 13      | 1 октября 2011           | 24 декабря 2011          | 7.17                   |                        |
|       | 5     | 13      | 6 октября 2012           | 24 декабря 2012          | 7.13                   |                        |

## Список серий

### Сезон 1: 2008
| № общий | № в сезоне | Название                                                 | Режиссёр      | Автор сценария | Дата премьеры    | Зрители в Великобритании (млн) |
| --- | ---------- | -------------------------------------------------------- | ------------- | -------------- | ---------------- | ------------------------------ |
| 1 | 1          | «Зов дракона» «The Dragon’s Call»                        | Джеймс Хэйвес | Джулиан Джоунс | 20 сентября 2008 | 7.15                           |
| Мать Мерлина отправляет его к своему старому другу Гаюсу в Камелот. Первое, что видит юноша, это казнь обвиненного в колдовстве. Первое, что делает, спасает Гаюса от падения с помощью колдовства. Так для юноши начинается жизнь за стенами цитадели Камелота. В скором времени, выполняя одно из поручений Гаюса, Мерлин оказывается в темнице за оскорбление наследного принца Артура, и там он слышит зов дракона, последнего представителя своего рода, которого Утер заточил в подземную пещеру. Дракон предсказывает юному магу великую судьбу. |            |                                                          |               |                |                  |                                |
| 2 | 2          | «Валиэнт» «Valiant»                                      | Джеймс Хэйвес | Говард Оверман | 27 сентября 2008 | 5.40                           |
| В Камелоте проводится турнир. Но один из участников хочет схитрить, заколдовав свой щит. Мерлин пытается доказать Артуру, что рыцарь Валиэнт - мошенник. Артур выступает с обвинением, но доказать свою правоту он сможет только в бою. Мерлин в это время осваивает свои новые обязанности и учится магии по книге, подаренной Гаюсом. Ему очень нужно освоить одно заклинание. |            |                                                          |               |                |                  |                                |
| 3 | 3          | «Метка Нимуэ» «The Mark of Nimueh»                       | Джеймс Хэйвес | Джулиан Джоунс | 4 октября 2008   | 6.30                           |
| В Камелоте эпидемия, вызванная отравленной колдуньей Нимуэ водой. Заболевает и отец Гвен, Мерлин не может понять, почему Гаюс не разрешает ему спасти людей с помощью магии. Но как только он решается помочь Гвен, девушку обвиняют в колдовстве. |            |                                                          |               |                |                  |                                |
| 4 | 4          | «Отравленная чаша» «The Poisoned Chalice»                | Эд Фреймен    | Бен Венстоун   | 11 октября 2008  | 6.48                           |
| В замок прибывает король Баярд со своей свитой для заключения мирного договора. Желая отомстить Мерлину за сорванный план, Нимуэ, переодевшись служанкой, убеждает его в том, что Баярд задумал отравить Артура. Мерлин выпивает отравленное Нимуэ вино вместо принца. И теперь Артуру надо его спасать. |            |                                                          |               |                |                  |                                |
| 5 | 5          | «Ланселот» «Lancelot»                                    | Эд Фреймен    | Джейк Мичи     | 18 октября 2008  | 5.37                           |
| От смерти в когтях грифона Мерлина спасает Ланселот. Молодой человек мечтает стать рыцарем, но он не дворянин. Мерлин хочет отблагодарить нового друга и подделывает документы, подтверждающие его благородную кровь... В скором времени Ланселот оказывается в тюрьме. |            |                                                          |               |                |                  |                                |
| 6 | 6          | «Лекарство от всех болезней» «A Remedy to Cure All Ills» | Эд Фреймен    | Джулиан Джоунс | 25 октября 2008  | 6.00                           |
| На службу королевского лекаря принят молодой колдун Эдвин, спасший Моргану от загадочной болезни. Когда-то Утер казнил его родителей за колдовство. Гаюс пытается найти какую-то информацию о молодом человеке, не навредив при этом Мерлину, ведь пришелец знает, что он волшебник. |            |                                                          |               |                |                  |                                |
| 7 | 7          | «Врата Авалона» «The Gates of Avalon»                    | Джереми Вебб  | Бен Венстоун   | 1 ноября 2008    | 6.45                           |
| Моргана видит сон, в котором красивая девушка убивает Артура, а на следующий день видит эту девушку во дворце. Она наследница волшебного народа ши, когда-то её отец был изгнан в мир людей и, чтобы вернуться, ему и его дочери Софии нужно сердце самого доблестного принца земного мира. |            |                                                          |               |                |                  |                                |
| 8 | 8          | «Начало конца» «The Beginning of the End»                | Джереми Вебб  | Джулиан Джоунс | 8 ноября 2008    | 6.25                           |
| Мерлин спасает мальчика-друида от стражи и прячет его в покоях Морганы. Девушка печется о ребёнке и оберегает его во время обысков. Но Великий дракон предупреждает юного мага об опасности такого союза, ведь он ставит под угрозу жизнь Артура. |            |                                                          |               |                |                  |                                |
| 9 | 9          | «Экскалибур» «Excalibur»                                 | Дэвид Моор    | Бен Венстоун   | 15 ноября 2008   | 6.47                           |
| Нимуэ продолжает строить козни. На этот раз она оживляет одного из рыцарей Камелота, давно захороненного в усыпальнице цитадели. Когда-то этот рыцарь обвинил Утера в смерти своей сестры Игрейны, жены Утера и матери принца Артура, и поклялся отомстить. Магия Мерлина бессильна против живого мертвеца, но в одной из книг он находит выход из положения: ему нужно создать меч, способный разрушить любые чары. |            |                                                          |               |                |                  |                                |
| 10 | 10         | «Момент истины» «The Moment of Truth»                    | Дэвид Моор    | Бен Венстоун   | 22 ноября 2008   | 7.03                           |
| Когда к Мерлину приходит мать с ужасным синяком на лице, он узнает, что на его родную деревню совершаются разорительные набеги. Король отказывается помочь из-за дальности пути, но его друзья с ним. Мерлин отправляется домой вместе с Артуром, Гвен и Морганой. Приветствуя вновь прибывших, старый друг Мерлина Уильям спрашивает его: доверяет ли он Артуру до такой степени, чтобы в открытую использовать при нём свой дар? |            |                                                          |               |                |                  |                                |
| 11 | 11         | «Лабиринт Гедрефа» «The Labyrinth of Gedref»             | Стюарт Орм    | Говард Оверман | 29 ноября 2008   | 6.71                           |
| Артур убивает единорога, все, кроме Мерлина, восхищены его подвигом. Вскоре на Камелот обрушивается проклятие хранителя единорогов. Испаряется вода, гибнут посевы. Артуру нужно пройти через ряд испытаний, чтобы искупить свою вину. |            |                                                          |               |                |                  |                                |
| 12 | 12         | «Убить короля» «To Kill the King»                        | Стюарт Орм    | Джейк Мичи     | 6 декабря 2008   | 6.31                           |
| В колдовстве обвинён отец Гвен, Том. Его видели с человеком по имени Таурен, который с помощью магического камня, пытается обратить металл в золото. Но Том не виноват, он просто выполнил заказ Таурена. За него заступается Моргана, Мерлин ищет доказательства его невиновности, даже Артур решает поговорить с отцом, но решение Утера неизменно. Тогда Моргана планирует побег, Том также не верит в справедливый суд и соглашается. Когда он погибает, Моргана решает убить короля.                                                               |            |                                                          |               |                |                  |                                |
| 13 | 13         | «Смерть Артура» «Le Morte d’Arthur»                      | Дэвид Моор    | Джулиан Джоунс | 13 декабря 2008  | 6.27                           |
| Артура укусил зверь рыкающий, это верная смерть. Мерлин отправляется в Авалон к Нимуэ с просьбой о спасении своего друга. Он согласен на сделку, ценой которой будет его жизнь. Но Мерлин не предвидит последствий. Вместо него умирает его мать. Чтобы спасти её и Мерлина, Гаюс отправляется в путь. Узнав об этом, юный маг спешит его опередить. |            |                                                          |               |                |                  |                                |

### Сезон 2: 2009
| № | № в сезоне | Название                                                           | Режиссёр     | Автор сценария | Дата премьеры    | Зрители в Великобритании (млн) |
| --- | ---------- | ------------------------------------------------------------------ | ------------ | -------------- | ---------------- | ------------------------------ |
| 14 | 1          | «Проклятие Корнелиуса Сигана» «The Curse of Cornelius Sigan»       | Дэвид Моор   | Джулиан Джонс  | 19 сентября 2009 | 5.77                           |
| В недрах цитадели обнаружено захоронение очень богатого человека. Гаюс опознаёт гробницу как могилу одного из величайших магов древности Корнелиуса Сигана. Чтобы жить вечно, колдун заточил свою душу в камень, а камень украл мелкий воришка Седрик, подставивший Мерлина и вошедший в доверие к Артуру. Как только Седрик коснулся кристалла, душа Корнелиуса перешла в его тело. Мерлину предстоит побороть очень сильного мага.                                                                     |            |                                                                    |              |                |                  |                                |
| 15 | 2          | «Королева настоящего и грядущего» «The Once and Future Queen»      | Джереми Вебб | Говард Оверман | 26 сентября 2009 | 5.94                           |
| В Камелоте состоится турнир. Артур начинает сомневаться в своих боевых навыках, он думает, что его чествуют, потому что он наследный принц. Мерлин находит подставного рыцаря, потому что Артур захотел участвовать в турнире инкогнито. В это время король враждебного Камелоту королевства планирует план мести за смерть своего сына, который погиб по вине Утера. Он жаждет убить сына Утера. |            |                                                                    |              |                |                  |                                |
| 16 | 3          | «Кошмар начинается» «The Nightmare Begins»                         | Джереми Вебб | Бен Венстоун   | 3 октября 2009   | 6.09                           |
| Силы Морганы выходят из-под контроля. Ей всё чаще снятся провидческие сны. Один раз пламя от свечи, которая загорелась от одного её взгляда, чуть не спалила покои. Утер обыскивает замок, желая найти источник магии. Моргана подозревает себя, но только Мерлин, несмотря на предупреждения Великого Дракона, решается подтвердить её догадку. |            |                                                                    |              |                |                  |                                |
| 17 | 4          | «Ланселот и Гвиневра» «Lancelot and Guinevere»                     | Дэвид Моор   | Говард Оверман | 10 октября 2009  | 5.69                           |
| Гвен и Моргана захвачены в плен, но Моргана сбегает. Наёмник же выдаёт служанку за её госпожу. В темнице Гвен находит Ланселот, а из Камелота на поиски Морганы отправляется Артур. |            |                                                                    |              |                |                  |                                |
| 18 | 5          | «Красавица и чудовище (Часть 1)» «Beauty and the Beast (Part One)» | Дэвид Моор   | Джейк Мичи     | 24 октября 2009  | 5.53                           |
| Король Утер очарован прекрасной Катриной. И только Мерлин знает, что скрывается под этой красотой. Катрина - тролль, принимая специальное зелье, она хочет взойти на престол Камелота, потому что больше всего жаждет власти и денег. |            |                                                                    |              |                |                  |                                |
| 19 | 6          | «Красавица и чудовище (Часть 2)» «Beauty and the Beast (Part Two)» | Метин Хусейн | Бен Венстоун   | 31 октября 2009  | 6.14                           |
| Не зная, как избавиться от Мерлина, который не оставляет попыток разоблачения, Катрина обвиняет его в краже своей гербовой печати. Артур не даёт друга в обиду и помогает сбежать, но отказывается ему верить. Правда открывается на коронации. Мерлин и Гаюс подменили зелье Катрины, она приняла истинный облик на глазах у всех. Только вот на короля это разоблачение эффекта не оказало, ведь источник его чувства - магия.                                                                         |            |                                                                    |              |                |                  |                                |
| 20 | 7          | «Охотник на ведьм» «The Witchfinder»                               | Джереми Вебб | Джейк Мичи     | 7 ноября 2009    | 5.62                           |
| После неудачного брака Утер желает искоренить магию навсегда. Он вызывает в Камелот охотника на ведьм. Тот сразу же берётся за дело. Моргане и Мерлину угрожает опасность, но их выгораживает Гаюс, принимая удар на себя. |            |                                                                    |              |                |                  |                                |
| 21 | 8          | «Грехи отцов» «The Sins of the Father»                             | Метин Хусейн | Говард Оверман | 14 ноября 2009   | 6.16                           |
| В Камелоте появляется загадочная женщина-воин, она вызывает Артура на бой и одерживает над ним победу. В награду она хочет лишь одного, чтобы он сам пришёл к ней. Принцу приходится нарушить запрет отца, ведь он дал слово. Мерлин сопровождает своего друга в древний замок, в котором Моргауза помогает Артуру поговорить с умершей матерью. |            |                                                                    |              |                |                  |                                |
| 22 | 9          | «Владычица Озера» «The Lady of the Lake»                           | Метин Хусейн | Джулиан Джоунс | 21 ноября 2009   | 6.30                           |
| Мерлин помогает бежать девушке-друиду. Он влюбляется в неё, прячет её, хочет с ней сбежать. Но Фрея зачарована, по ночам она превращается в неуправляемого монстра. Магия Мерлина здесь бессильна. |            |                                                                    |              |                |                  |                                |
| 23 | 10         | «Сладких снов» «Sweet Dreams»                                      | Элис Траутон | Люси Уоткинс   | 28 ноября 2009   | 6.02                           |
| В Камелоте проходят мирные переговоры, но не все присутствующие хотят мира. Король Алинед пытается спровоцировать ссору между королём Олафом и Утером, околдовав их детей. Придворный шут Алинеда заставляет Артура и Вивиан воспылать страстью друг к другу. Олаф в гневе вызывает Артура на бой, но принц не может биться в полную силу под воздействием заклинания, а чтобы снять чары, необходима подлинная любовь.                                                                                  |            |                                                                    |              |                |                  |                                |
| 24 | 11         | «Пробуждение ведьмы» «The Witch’s Quickening»                      | Элис Траутон | Джейк Мичи     | 5 декабря 2009   | 6.01                           |
| Колдун Алвар мечтает уничтожить Камелот. Для этого ему нужен древний кристалл, способный показывать будущее. Кристалл сокрыт в сокровищнице цитадели Камелота, с помощью Мордреда он обращается с просьбой выкрасть камень к Моргане. |            |                                                                    |              |                |                  |                                |
| 25 | 12         | «Огни Идиршоласа» «The Fires of Idirsholas»                        | Джереми Вебб | Джулиан Джоунс | 12 декабря 2009  | 6.01                           |
| Когда загорятся огни Идиршоласа, из праха восстанут рыцари Медиры. Артур отправляется на поиски источника их магии, а в Камелоте тем временем все погружаются в глубокий сон. Вернувшись в замок, Артур и Мерлин встречают только Моргану, единственную бодрствующую среди города спящих. |            |                                                                    |              |                |                  |                                |
| 26 | 13         | «Последний повелитель драконов» «The Last Dragonlord»              | Джереми Вебб | Джулиан Джоунс | 19 декабря 2009  | 6.64                           |
| Мерлин был вынужден сдержать своё слово и разрубить цепи, сковывающие Великого Дракона, который сразу же начинает мстить, уничтожая всё вокруг. Гаюс вспоминает, что когда-то давно он слышал о последнем выжившем повелителе драконов, Артур и Мерлин отправляются на его поиски. Но, прощаясь, Гаюс рассказывает Мерлину то, что утаил от короля. Много лет назад именно он помог бежать Балинору, и направил он его к матери Мерлина. Он говорит юноше, что последний повелитель драконов - его отец. |            |                                                                    |              |                |                  |                                |

### Сезон 3: 2010
| № | № в сезоне | Название                                                                   | Режиссёр     | Автор сценария | Дата премьеры    | Зрители в Великобритании (млн) |
| --- | ---------- | -------------------------------------------------------------------------- | ------------ | -------------- | ---------------- | ------------------------------ |
| 27 | 1          | «Слёзы Утера Пендрагона (Часть 1)» «The Tears of Uther Pendragon (Part 1)» | Джереми Вебб | Джулиан Джонс  | 11 сентября 2010 | 6.49                           |
| Прошёл год с момента исчезновения Морганы. Утер не оставляет попыток отыскать свою подопечную. В бесконечных поисках погибло множество рыцарей, но они увенчались успехом. Моргана дома, в Камелоте, она раскаялась и просит прошения у Утера и Мерлина. Но Мерлин чувствует, что перед ним уже другая Моргана. Она таит в себе зло, мечтает свергнуть короля и завоевать Камелот. |            |                                                                            |              |                |                  |                                |
| 28 | 2          | «Слёзы Утера Пендрагона (Часть 2)» «The Tears of Uther Pendragon (Part 2)» | Джереми Вебб | Джулиан Джонс  | 18 сентября 2010 | 6.06                           |
| Килгарра спасает Мерлина и уносит его высоко в горы. Там же он предупреждает своего повелителя об опасности, которая исходит от Морганы. А Моргауза подговаривает короля соседнего государства Сенрода захватить Камелот. Она обещает ему поддержку, утверждая, что в цитадели у неё есть надёжный шпион. |            |                                                                            |              |                |                  |                                |
| 29 | 3          | «Золото гоблина» «Goblin’s Gold»                                           | Джереми Вебб | Говард Оверман | 25 сентября 2010 | 6.22                           |
| Мерлин из любопытства открывает старинный сундук, в котором оказывается заперт гоблин. Маленький проказник тут же начинает дурачиться и воровать. Он заставляет исчезнуть шевелюру короля, а у Артура появляются ослиные уши. Всё не было бы так печально, если бы гоблин не вселился в Гаюса. |            |                                                                            |              |                |                  |                                |
| 30 | 4          | «Гвейн» «Gwaine»                                                           | Дэвид Мур    | Джулиан Джонс  | 2 октября 2010   | 6.42                           |
| Задумав зайти в таверну, выдав себя за простых крестьян, Артур и Мерлин нарываются на драку. От разбойничьего ножа принца спасает человек по имени Гвейн. Артур хочет помочь раненому по его вине, только Гвейну не нужна помощь сильных мира сего. Но он хочет отблагодарить Мерлина за дружеское участие в его судьбе, поэтому, когда тот разоблачает двух самозванцев, выдававших себя за рыцарей, прибывших на турнир, он берёт вину за оскорбление «фальшивых» дворян на себя и соглашается на изгнание. |            |                                                                            |              |                |                  |                                |
| 31 | 5          | «Хрустальный грот» «The Crystal Cave»                                      | Элис Траутон | Джулиан Джонс  | 9 октября 2010   | 6.36                           |
| Перевязывая Артура, раненого стрелой, Мерлин видит древнего старца, желающего показать ему тайный грот с множеством кристаллов, в каждом юный волшебник видит фрагменты своего будущего. Он наблюдает за Морганой, которая планирует убийство короля. |            |                                                                            |              |                |                  |                                |
| 32 | 6          | «Подмена» «The Changeling»                                                 | Дэвид Мур    | Люси Уоткинс   | 16 октября 2010  | 6.40                           |
| В Камелот прибывает принцесса Элейн, отец которой много лет мечтал увидеть свадьбу дочери и сына своего старинного друга Утера. Особенно радуется счастью подопечной её няня Грунхильда, ведь в случае успеха на трон Камелота взойдёт не просто новая королева, а новая королева волшебного народа Ши. |            |                                                                            |              |                |                  |                                |
| 33 | 7          | «Замок Фириана» «The Castle of Fyrien»                                     | Дэвид Мур    | Джейк Мичи     | 23 октября 2010  | 6.82                           |
| Гвен похищена людьми Сенрода. Король, угрожая жизни её брата Элиана, требует, чтобы девушка привела к нему Артура. Мерлин хочет помочь, вместе с Артуром и Морганой он отправляется в замок Фириана. |            |                                                                            |              |                |                  |                                |
| 34 | 8          | «Глаз феникса» «The Eye of the Phoenix»                                    | Элис Тротон  | Джулиан Джонс  | 30 октября 2010  | 6.92                           |
| Чтобы доказать готовность стать королём, Артур отправляется в Гибельные земли за трезубцем Короля-рыбака. Помогая в сборах, Моргана дарит ему браслет с красивым камнем. Не веря в добрые намерения молодой ведьмы, Мерлин ищет подобный камень во всех книгах. Оказывается, что это вовсе не камень, а глаз феникса, который вытягивает силы у того, кто носит браслет. Заручившись поддержкой Гвейна, Мерлин спешит на помощь другу.                                                                        |            |                                                                            |              |                |                  |                                |
| 35 | 9          | «Любовь во времена драконов» «Love in the Time of Dragons»                 | Элис Тротон  | Джейк Мичи     | 6 ноября 2010    | 6.90                           |
| В Камелот прибывает Элис. Когда-то она была невестой Гаюса, они вместе изучали магическое искусство и занимались наукой, а затем расстались на долгие годы. Но так ли одинока Элис? Мерлин становится свидетелем её общения с неким магическим созданием, которое она возит в своём сундучке. Он узнаёт в нём мантикору, очень ядовитое существо. |            |                                                                            |              |                |                  |                                |
| 36 | 10         | «Королева сердец» «Queen of Hearts»                                        | Эшли Вей     | Говард Оверман | 13 ноября 2010   | 7.37                           |
| Моргана всё чаще видит во сне коронацию Гвен. Не помогает даже браслет, подарок сестры, оберегающий её от ночных кошмаров. Начиная понимать размеры угрозы, исходящей от чувств Артура и собственной служанки, Моргана придумывает план, как их разлучить. Гвен обвиняют в колдовстве, Артур хочет сбежать со своей любимой, а Мерлин превращается в восьмидесятилетнего старца. |            |                                                                            |              |                |                  |                                |
| 37 | 11         | «Тень чародея» «The Sorcerer’s Shadow»                                     | Эшли Вей     | Джулиан Джонс  | 20 ноября 2010   | 7.42                           |
| Гили - молодой чародей. Он хочет завоевать уважение и записывается участником на турнир, но умение колдовать его единственный талант. Мерлин пытается объяснить юноше, что магию надо использовать не для личных целей, а во благо. |            |                                                                            |              |                |                  |                                |
| 38 | 12         | «Восшествие Артура (Часть 1)» «The Coming of Arthur (Part 1)»              | Джереми Вебб | Джейк Мичи     | 27 ноября 2010   | 7.12                           |
| До Утера доходят слухи о чаше жизни, которую скрывают друиды. Артур, не посвящая Мерлина в подробности, отправляется за бесценным артефактом. Заручившись по дороге помощью Гвейна, молодые люди достигают цели, но у них не хватает сил защитить свою добычу. В результате чаша оказывается в руках Моргаузы и Сенрода. |            |                                                                            |              |                |                  |                                |
| 39 | 13         | «Восшествие Артура (Часть 2)» «The Coming of Arthur (Part 2)»              | Джереми Вебб | Джулиан Джонс  | 4 декабря 2010   | 7.67                           |
| Артур тяжело переживает предательство Морганы. Но Мерлин знает как поддержать силы своего друга. Вдохновив Артура на восстание, он отправляется за мечом, скрытым в глубинах озера Авалона. Помогла и помощь старых друзей. Ланселот, Гвейн, Элиан, Персиваль и сэр Леон во главе с Артуром и под тайной опекой Мерлина готовы нанести ответный удар. |            |                                                                            |              |                |                  |                                |

### Сезон 4: 2011
Первоначально, создатели сериала объявляли о сезоне из десяти серий, анонсы которого шли наравне с новыми сериями «Доктора Кто». Но, впоследствии, из-за большой популярности телешоу, было решено увеличить количество серий до 13, о чём зрителям сообщил Джонни Каппс в интервью от 18 марта 2011.
Исполнитель главной роли, ирландский актёр Колин Морган, заявил, что каждый эпизод отныне будет частью единого сюжета:
Каждый следующий эпизод будет составлять часть единой сюжетной линии, развивающейся от серии к серии.
| № | № в сезоне | Название                                                  | Режиссёр           | Автор сценария   | Дата премьеры   | Зрители в Великобритании (млн) |
| --- | ---------- | --------------------------------------------------------- | ------------------ | ---------------- | --------------- | ------------------------------ |
| 40 | 1          | «Самый тёмный час (Часть 1)» «The Darkest Hour (Part 1)»  | Элис Тротон        | Джулиан Джонс    | 1 октября 2011  | 6.40                           |
| Умирающая Моргауза делает последний подарок сестре. Она просит Моргану принести её в жертву Каэлих, привратнице мира мёртвых, которая в обмен выпустит на свободу духов-дорокка, способных уничтожить всё живое на своём пути. В поисках защиты и помощи в Камелот начинают стекаться жители окрестных деревень. Артур собирает рыцарей и, вместе с Мерлином, отправляется в путь. Есть только один способ остановить надвигающуюся катастрофу - закрыть завесу - но для этого нужна ещё одна жертва. |            |                                                           |                    |                  |                 |                                |
| 41 | 2          | «Самый тёмный час (Часть 2)» «The Darkest Hour (Part 2)»  | Элис Тротон        | Джулиан Джонс    | 8 октября 2011  | 6.80                           |
| Ланселот спешит в Камелот с умирающим Мерлином на руках, в то время как Артур и остальные рыцари продолжают своё путешествие к острову Блаженных. Принц уже решил, кто станет жертвой, и только Мерлин способен помешать его намерениям. |            |                                                           |                    |                  |                 |                                |
| 42 | 3          | «Плохой день» «The Wicked Day»                            | Элис Тротон        | Говард Оверман   | 15 октября 2011 | 7.04                           |
| На день рождения принца в город прибывают циркачи. На самом деле это наёмники короля Одина, и их задача убить Артура. Но вмешивается случай, и вместо сына удар принимает отец. Видя в Артуре непреодолимое желание излечить Утера любой ценой, Мерлин предлагает помощь, но не от собственного имени, а от имени Гаюса, который берётся найти колдуна, способного излечить даже смертельные раны. |            |                                                           |                    |                  |                 |                                |
| 43 | 4          | «Эйсуза» «Aithusa»                                        | Алекс Пиллаи       | Джулиан Джонс    | 22 октября 2011 | 6.96                           |
| В Камелот прибывает Джулиас Борден, прежний подопечный Гаюса, посвятивший жизнь поискам ключа к гробнице Ашканара, в которой, по легендам, сокрыто яйцо дракона. Он просит помощи, ведь для достижения цели, ему необходимо пробраться в сокровищницу цитадели. Гаюс отказывается помочь, и тогда откликается Мерлин, желающий спасти последнее яйцо дракона. |            |                                                           |                    |                  |                 |                                |
| 44 | 5          | «Сын своего отца» «His Father's Son»                      | Алекс Пиллаи       | Джэйк Мичи       | 29 октября 2011 | 7.40                           |
| После коронации Артура проходит не так много времени, и ему нужен совет в принятии важнейшего для судьбы королевства решения. Выбрав неправильный путь, молодой король сталкивается с последствиями: на Камелот идёт армия Карлеона во главе с королевой Аннис, мужа которой Артур казнил. |            |                                                           |                    |                  |                 |                                |
| 45 | 6          | «Слуга двух господ» «A Servant of Two Masters»            | Алекс Пиллаи       | Люси Уоткинс     | 5 ноября 2011   | 6.94                           |
| Пленённый и раненый Мерлин попадает в руки Морганы. Ведьма с готовностью исцеляет его раны, ведь он нужен ей живым. На следующий день юноша возвращается в Камелот и приступает к работе, но теперь он служит двум господам. Второй его работой становится убийство короля. |            |                                                           |                    |                  |                 |                                |
| 46 | 7          | «Тайный союзник» «The Secret Sharer»                      | Джастин Молотников | Джулиан Джонс    | 12 ноября 2011  | 6.72                           |
| Поддавшись наговорам на Гаюса, Артур вызывает его на допрос. Он хочет знать, где найти колдуна, повинного в смерти его отца. Но гораздо больше, чем король, этой информацией интересуется Моргана. Ведьма отправляется к колдуну Алатару, племя которого славится своими методами допроса. Гаюс похищен, но все говорит о том, что он сбежал. Мерлин в это не верит и отправляется на поиски. |            |                                                           |                    |                  |                 |                                |
| 47 | 8          | «Ламия» «Lamia»                                           | Джастин Молотников | Джейк Мичи       | 19 ноября 2011  | 7.00                           |
| Ламия, магическое создание, высасывающее жизнь из людей, обитает на восточных окраинах королевства, высасывая из людей жизненную силу. Не зная об источнике заразы, Артур снаряжает рыцарей в поход. Но единственными из отряда, кто способен противиться силам Ламии, становятся Гвен и Мерлин. |            |                                                           |                    |                  |                 |                                |
| 48 | 9          | «Ланселот Озёрный» «Lancelot du Lac»                      | Джастин Молотников | Люси Уоткинс     | 26 ноября 2011  | 7.32                           |
| Артур решился просить руки Гвиневры. Моргана готова воскресить прежнюю любовь Гвен, лишь бы не допустить подобного. Она отправляется к озеру Неймхэн, чтобы осуществить задуманное, из его глубин к ведьме выходит Ланселот. Рыцарь не помнит своего прошлого, Моргана создает его личность заново, рассказывая о его жизни. Но ведьма знает не всё, например, она не знает, какую тайну Мерлина долгое время скрывал Ланселот.                                                                       |            |                                                           |                    |                  |                 |                                |
| 49 | 10         | «Предвестник новой эпохи» «A Herald of the New Age»       | Джереми Вебб       | Говард Оверман   | 3 декабря 2011  | 6.90                           |
| В лесу недалеко от Камелота рыцари обнаруживают старое капище друидов. Не зная о сущности находки, Мерлин интуитивно чувствует опасность и предупреждает остальных, но Элиан не внимает предупреждениям. Теперь его преследует дух, ищущий успокоения. |            |                                                           |                    |                  |                 |                                |
| 50 | 11         | «Сердце охотника» «The Hunter's Heart»                    | Джереми Вебб       | Ричард МакБрайен | 10 декабря 2011 | 7.12                           |
| У Морганы новый план завоевания Камелота. Для его осуществления ей необходимы помощь в стенах цитадели и за пределами королевства. Первую может оказать Агравейн, вторую обеспечит новый союзник – Гелиос. В это время Артур решает заключить союз с соседним королевством, а чтобы он был нерушимым, намечает свадьбу с принцессой Митиан. |            |                                                           |                    |                  |                 |                                |
| 51 | 12         | «Меч в камне (Часть 1)» «The Sword in the Stone (Part 1)» | Элис Тротон        | Джейк Мичи       | 17 декабря 2011 | 8.39                           |
| Камелот захвачен. Моргана и её люди ищут короля, чтобы устранить последнее препятствие на пути к короне. Мерлин, предвидя последствия, уводит Артура в Эалдор, остальные рыцари оказываются в плену или в бегах. Но, спасаясь от погони, Мерлин находит новых друзей. Поддержку оказывают контрабандисты. |            |                                                           |                    |                  |                 |                                |
| 52 | 13         | «Меч в камне (Часть 2)» «The Sword in the Stone (Part 2)» | Элис Тротон        | Джулиан Джонс    | 24 декабря 2011 | 8.18                           |
| Не успев залечить раны, Артур должен покинуть дом Мерлина, который всеми силами старается спасти короля. Маг призывает на помощь Дракона, поднимает на борьбу жителей Камелота, лишает Моргану её магических сил и передаёт Артуру Экскалибур. |            |                                                           |                    |                  |                 |                                |

### Сезон 5: 2012
События пятого сезона разворачиваются спустя несколько лет после описанных в четвёртом сезоне, в телесериал возвращается повзрослевший Мордред, его роль исполняет Александр Влахос.
| № | № в сезоне | Название                                                               | Режиссёр           | Автор сценария   | Дата премьеры   | Зрители в Великобритании (млн) |
| --- | ---------- | ---------------------------------------------------------------------- | ------------------ | ---------------- | --------------- | ------------------------------ |
| 53 | 1          | «Погибель Артура (Часть 1)» «Arthur's Bane (Part 1)»                   | Джастин Молотников | Джулиан Джоунс   | 6 октября 2012  | 7.12                           |
| Камелот вступает в эру своего расцвета. Однако «золотое время» королевства омрачено исчезновением людей на его дальних границах. Артур со своими рыцарями отправляется в путь. Мерлин понимает, что ему предстоит бороться не против врага, а против своего предназначения. |            |                                                                        |                    |                  |                 |                                |
| 54 | 2          | «Погибель Артура (Часть 2)» «Arthur's Bane (Part 2)»                   | Джастин Молотников | Джулиан Джоунс   | 13 октября 2012 | 6.99                           |
| Мерлин спасает короля от людей Морганы. Но Артур не желает возвращаться без своих рыцарей, попавших в плен к колдунье. Друзья отправляются в крепость Измира, чтобы освободить пленников... |            |                                                                        |                    |                  |                 |                                |
| 55 | 3          | «Лебединая песня Утера Пендрагона» «The Death Song of Uther Pendragon» | Джастин Молотников | Говард Оверман   | 20 октября 2012 | 6.86                           |
| Артур поддается искушению вызвать из мира мертвых своего отца. Однако у него не хватает сил «расплатиться» за желаемую услугу. Исправлять ошибки короля принимается Мерлин... |            |                                                                        |                    |                  |                 |                                |
| 56 | 4          | «Чужое горе» «Another's Sorrow»                                        | Эшли Вей           | Джейк Мичи       | 27 октября 2012 | 6.86                           |
| Моргана начинает приводить в действие новый план, используя в качестве приманки принцессу Митиан. Король и его люди попадают в ловушку колдуньи, им на выручку спешат Мерлин и Гвейн.. |            |                                                                        |                    |                  |                 |                                |
| 57 | 5          | «Идизы» «The Disir»                                                    | Эшли Вей           | Ричард Макбрайан | 3 ноября 2012   | 6.88                           |
| Три идизы оглашают королю Камелота приговор триединой богини. Несмотря на советы Мерлина, Артур отказывается относиться к их словам серьёзно, ярость идиз обрушивается на королевство. И только величайшая жертва может умилостивить их. Но, когда королевство в опасности, Артуру трудно принять решение. У Мерлина есть всего один шанс спасти Артура от предначертанной ему судьбы, и за это решение ему придется заплатить высокую цену. |            |                                                                        |                    |                  |                 |                                |
| 58 | 6          | «Тёмная башня» «The Dark Tower»                                        | Эшли Вей           | Джулиан Джоунс   | 10 ноября 2012  | 6.85                           |
| Гвен похищена из Камелота и заточена в Темную башню. Мерлин понимает, что виновник может быть только один - Моргана. Пока юный чародей пытается разгадать смысл её ловушки с помощью подсказок Мэб, Артур и его рыцари полны решимости спасти королеву любой ценой. |            |                                                                        |                    |                  |                 |                                |
| 59 | 7          | «Урок мести» «A Lesson In Vengeance»                                   | Элис Тротон        | Джейк Мичи       | 17 ноября 2012  | 6.86                           |
| Мерлин пытается понять, что произошло с королевой в Темной башне. Ведь после её возвращения оттуда ему постоянно приходиться спасать короля от собственной супруги, которая, находясь под контролем Морганы, планирует убить Артура и захватить трон. |            |                                                                        |                    |                  |                 |                                |
| 60 | 8          | «Королева-марионетка» «The Hollow Queen»                               | Элис Тротон        | Джулиан Джонс    | 24 ноября 2012  | 6.86                           |
| Мерлин соглашается помочь мальчику друиду. Однако для этого ему необходимо покинуть город, что чревато последствиями как для чародея, так и для королевства. |            |                                                                        |                    |                  |                 |                                |
| 61 | 9          | «От всего сердца» «With All My Heart»                                  | Элис Тротон        | Ричард Макбрайн  | 1 декабря 2012  | 6.76                           |
| Мерлин всеми силами пытается освободить королеву от контроля Морганы, но для этому ему необходимо прибегнуть к очень сильной магии, тем более, что колдунья не собирается отдавать свою «марионетку» без борьбы.. |            |                                                                        |                    |                  |                 |                                |
| 62 | 10         | «Доброта незнакомцев» «The Kindness of Strangers»                      | Деклан О'Двайр     | Ричард Макбрайн  | 8 декабря 2012  | 7.00                           |
| Моргана решает найти своего прежнего союзника Алатора (Гари Льюис), ведь он единственный кому точно известно, кто такой Эмрис... Мерлин оказывается в большой опасности, когда неожиданно получает предложение о помощи от незнакомки по имени Финна (Сорча Кьюсак). |            |                                                                        |                    |                  |                 |                                |
| 63 | 11         | «Рисунок тьмы» «The Drawing of the Dark»                               | Деклан О'Двайр     | Джулиан Джонс    | 15 декабря 2012 | 7.34                           |
| Мордред размышляет о выбранном им пути, понимая, что его решения определят судьбу королевства. Мерлин в это время должен избрать свой путь и решить способен ли он осуществить свои мечты о Камелоте... |            |                                                                        |                    |                  |                 |                                |
| 64 | 12         | «Алмаз дня (Часть 1)» «The Diamond of the Day (Part 1)»                | Джастин Молотников | Джейк Мичи       | 22 декабря 2012 | 8.45                           |
| Моргана с Мордредом собирают войско. Мерлин как никогда ощущает на плечах тяжесть своего предназначения. Однако прежде чем спасти королевство, он должен спасти себя, ведь цель колдуньи не только Камелот, но и Эмрис... |            |                                                                        |                    |                  |                 |                                |
| 65 | 13         | «Алмаз дня (Часть 2)» «The Diamond of the Day (Part 2)»                | Джастин Молотников | Джулиан Джонс    | 24 декабря 2012 | 7.80                           |
| В долине Каммлан бушует сражение. Мерлину остается лишь надеяться, что у Артура хватит сил одержать победу. И именно сейчас наступает тот момент, когда он должен исполнить своё предназначение. Но поможет ли магия волшебника королю или изменить предначертанное судьбой не в силах даже сам Великий Мерлин?.. |            |                                                                        |                    |                  |                 |                                |

## Специальные выпуски

### Children in Need
В 2008 году ВВС запустил специальный проект для детей, основанный на сериале «Мерлин», на Children in Need:
| Название | Дата премьеры  | Зрители в Великобритании (млн) |
| --- | -------------- | ------------------------------ |
| «Мерлин на Children in Need 2008» | 14 ноября 2008 | 9.83                           |
| Подданные Камелота стараются заработать деньги для "великого существа" Pudsey, бросая гнилые овощи в Мерлина. Двухминутный ролик-знакомство для спецпроекта BBC Children in Need.    |                |                                |
| «Мерлин на Children in Need 2009» | 20 ноября 2009 | 10.08                          |
| Свободно разгуливающий по Камелоту волшебник заколдовывает все немагические предметы, встречающиеся ему на пути. Двухминутный ролик-знакомство для спецпроекта BBC Children in Need. |                |                                |
| «Мерлин на Children in Need 2010» | 19 ноября 2010 | 12.94                          |
| Небольшое выступление Мерлина с просьбой пожертвовать деньги нуждающимся детям со смешными сценками.                                                                                 |                |                                |

### Документальный фильм
| Название | Режиссёр     | Дата премьеры  |
| --- | ------------ | -------------- |
| «Настоящие Мерлин и Артур» «The Real Merlin and Arthur» | Марк Проктер | 28 ноября 2009 |
| Звезды сериала «Мерлин» Колин Морган и Брэдли Джеймс отправляются в путешествие через Уэльс, чтобы исследовать места, связанные с легендой о Короле Артуре и Мерлине. По пути они встречаются с поклонниками и экспертами легенд о короле Артуре и посещают некоторые из наиболее впечатлающих своими видами области Уэльса. |              |                |

### Тайны и волшебство
В дополнение к эпизодам второго сезона канал BBC создал документальный цикл «Тайны и волшебство» (англ. Secrets and Magic). Каждая серия включает интервью с актёрами и со съемочной группой, а также кадры со съемочной площадки. Аналогичный проект уже имел место при выпуске телешоу «Доктор Кто» и выходил под названием «Доктор Кто: Конфиденциально».
| №  | Название                                                    | Дата премьеры    | Произв. код | Ссылка |
| -- | ----------------------------------------------------------- | ---------------- | ----------- | ------ |
| 0  | «Добро пожаловать в Камелот» «Welcome to Camelot»           | 19 сентября 2009 | 1.X         | link   |
| 1  | «Время Мерлина» «Merlin Time»                               | 20 сентября 2009 | 1.1         | link   |
| 2  | «Пригодный королю» «Fit for a King»                         | 2 октября 2009   | 1.2         | link   |
| 3  | «Кастинг волшебников» «Casting the Magic»                   | 9 октября 2009   | 1.3         | link   |
| 4  | «Девушка, ставшая королевой» «Maid to be Queen»             | 12 октября 2009  | 1.4         | link   |
| 5  | «Куколка Тролль» «Trolly Dolly»                             | 24 октября 2009  | 1.5         | link   |
| 6  | «Помешанный на обмане тролля» «Con-troll Freak»             | 2 ноября 2009    | 1.6         | link   |
| 7  | «Охота на ведьм» «Witch Hunt»                               | 9 ноября 2009    | 1.7         | link   |
| 8  | «Семейные страхи» «A Family Affair»                         | 16 ноября 2009   | 1.8         | link   |
| 9  | «Тяжёлый труд и разбитое сердце» «Hard Work and Heartbreak» | 22 ноября 2009   | 1.9         | link   |
| 10 | «Влюбленный дурак» «Love Fool»                              | 28 ноября 2009   | 1.10        | link   |
| 11 | «Красавица и вор» «Beauty and the Thief»                    | 6 декабря 2009   | 1.11        | link   |
| 12 | «Логово дракона» «'The Dragons' Den'»                       | 13 декабря 2009  | 1.12        | link   |
| 13 | «Конец съёмок» «'That's a Wrap'»                            | 21 декабря 2009  | 1.13        | link   |